# Zokov Gaj
Zokov Gaj falu Horvátországban Verőce-Drávamente megyében. Közigazgatásilag Izdenchez tartozik.

## Fekvése
Verőcétől légvonalban 54, közúton 65 km-re délkeletre, községközpontjától 6 km-re északkeletre, Szlavónia középső részén, a Drávamenti-síkságon, Izdenc és Bokšić között fekszik.

## Története
A 19. század közepén 1850 és 1855 között szlovákok betelepítésével keletkezett Zokovo Selo néven Izdenc északkeleti, Zokov gaj nevű határrészén. Ebben az időszakban nemcsak ide, hanem több környező településre telepítettek szlovákokat, de mind közül Zokov Gaj volt Szlavónia legnagyobb, szlovákok lakta települése. Később Šram és Pfeiffer nagybirtokosok újabb telepeseket hívtak ide a környező földek művelésére és az erdők irtására. A 19. század végén Gutmann nagyvállalkozó vásárolta meg a birtokot és a falut ki akarta telepíteni. A helyiek azonban pert indítottak 1927-ig terjedő tulajdonjoguk elismerésére. A lakosság nagy része a Grudnjak-tó közelében és a Gutmann család Majer nevű mezőgazdasági majorjában dolgozott. Később a lakosság többsége asszimilálódott a horvátságba, vagy egyszerűen csak horvátnak mondta magát.
A településnek 1869-ben 133, 1910-ben 343 lakosa volt. 1910-ben a népszámlálás adatai szerint lakosságának 53%-a szlovák, 42%-a magyar, 5%-a horvát anyanyelvű volt. Verőce vármegye Nekcsei járásának része volt. Az első világháború után 1918-ban az új szerb-horvát-szlovén állam, majd később (1929-ben) Jugoszlávia része lett. 1991-ben lakosságának 97%-a horvát nemzetiségű volt. 2004-ben az akkori horvát köztársasági elnök Stipe Mesić személyesen adta át a falu új vízvezeték hálózatát. A Grudnjak-tó és a Zdenačka-patak közelsége miatt a települést nagyobb esőzés után gyakran önti el az árvíz. 2011-ben 133 lakosa volt.

## Lakossága
| Lakosság változása | Lakosság változása | Lakosság változása | Lakosság változása | Lakosság változása | Lakosság változása | Lakosság változása | Lakosság változása | Lakosság változása | Lakosság változása | Lakosság változása | Lakosság változása | Lakosság változása | Lakosság változása | Lakosság változása | Lakosság változása |
| ------------------ | ------------------ | ------------------ | ------------------ | ------------------ | ------------------ | ------------------ | ------------------ | ------------------ | ------------------ | ------------------ | ------------------ | ------------------ | ------------------ | ------------------ | ------------------ |
| 1857               | 1869               | 1880               | 1890               | 1900               | 1910               | 1921               | 1931               | 1948               | 1953               | 1961               | 1971               | 1981               | 1991               | 2001               | 2011               |
| 0                  | 133                | 288                | 438                | 452                | 343                | 356                | 344                | 445                | 494                | 472                | 322                | 247                | 266                | 155                | 133                |

(1869-től településrészként, 1948-tól önálló településként.)

## Nevezetességei
A faluban egy római katolikus kápolna áll, mely a szomszédos Bokšić Szent Péter plébániájának filiája. A pozsegai püspökséghez és a nekcsei esperességhez tartozik.

## Kultúra
A Matica Slovačka helyi szervezetét 2003 januárjában alapították. Azóta őrzik a régi népszokásokat és ápolják a szlovák nyelvet. Az egyesületnek folklórcsoportja és énekkara működik.